# Don't Worry, Be Happy
«Don't Worry, Be Happy» es el título y la letra principal de una canción del compositor estadounidense Bobby McFerrin. Fue la primera canción a capela en llegar al número uno en la lista de los Billboard Hot 100 en los Estados Unidos, manteniendo esa posición por dos semanas en septiembre de 1988. El título de la canción es tomado de una famosa frase de Meher Baba (Revista Time, edición norteamericana, 17 de octubre de 1988).
La canción fue grabada sin el uso de instrumentos musicales, utilizando únicamente una superposición de voces del propio McFerrin.
Un malentendido general existe al creer que la canción fue escrita por Bob Marley. La verdad es que él murió casi una década antes del lanzamiento de esta canción.
La canción ha provocado un mito urbano acerca de que el compositor se suicidó después de escribirla; aunque Bobby McFerrin continúa vivo y aún en actividad.
En el video musical participan Robin Williams y Bill Irwin, junto a McFerrin.
La canción fue ubicada en el número 31, en una lista realizada por VH1 de los 100 mejores one hit wonders de los 80's. En 1989, la canción se alzó con tres Premios Grammy en las categorías: Canción del año, grabación del año y mejor interpretación vocal pop masculina.

## Historia

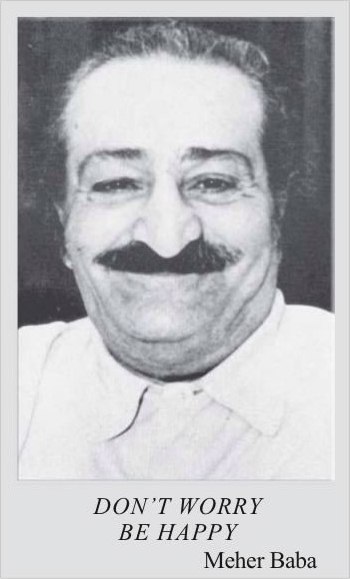

Meher Baba (1894 - 1969) a menudo utilizaba la expresión «Don't worry, be happy» («No te preocupes, sé feliz») mientras guiaba a sus seguidores en el oeste. Entre los numerosos ejemplos, el 6 de diciembre de 1958, después de sufrir un grave accidente automovilístico en las afueras de Satara, India, Meher Baba le dio este mensaje personal a sus seguidores «No te preocupes, sé feliz. Todo estará bien. Fielmente seguid con las instrucciones que os he dado». Más tarde, en los años 1960, esta expresión de Baba fue impresa en tarjetas inspiracionales, e incluso en los afiches fosforescentes de aquella época. En 1988, Bobby McFerrin notó un afiche parecido en el apartamento de la banda Tuck & Patti de San Francisco; inspirado por el encanto y la simplicidad de la frase McFerrin escribió la ahora famosa canción «Don't Worry, Be Happy».

## Posicionamiento en listas
| Lista (1988)                             | Mejor posición |
| ---------------------------------------- | -------------- |
| Alemania (Offizielle Deutsche Charts)    | 1              |
| Australia (ARIA)                         | 1              |
| Austria (Ö3 Austria Top 40)              | 1              |
| Bélgica (Flandes) (Ultratop 50)          | 2              |
| Canadá (RPM Top Singles)                 | 1              |
| España (Los 40 Principales)              | 1              |
| Estados Unidos (Billboard Hot 100)       | 1              |
| Estados Unidos (Adult Contemporary)      | 7              |
| Estados Unidos (Hot R&B/Hip-Hop Singles) | 11             |
| European Hot 100                         | 1              |
| Francia (SNEP)                           | 29             |
| Irlanda (IRMA)                           | 3              |
| Italia (FIMI)                            | 18             |
| Noruega (VG-lista)                       | 5              |
| Nueva Zelanda (Recorded Music NZ)        | 2              |
| Países Bajos (Dutch Top 40)              | 2              |
| Reino Unido (UK Singles Chart)           | 2              |
| Suecia (Sverigetopplistan)               | 2              |
| Suiza (Schweizer Hitparade)              | 2              |

## Uso en películas y televisión
- En 2013 Vodafone España junto a los hermanos escaladores Favresse, Sean Villanueva y el fotógrafo y cineasta Ben Ditto, subieron con sus instrumentos a los Mallos de Riglos para versionar el famoso tema «Don’t Worry, Be Happy» para una publicidad. Desde entonces, la multinacional británica en España mantuvo esta canción en sus anuncios hasta finales de 2017, utilizando diferentes versiones instrumentales según la campaña.
- Fue parte de la banda sonora del filme de Tom Cruise, Cocktail, lo cual quizá ayudó a su popularidad.
- Fue usada en la película Jarhead, en la cual se utilizó irónicamente como fondo de varias escenas violentas y estresantes de guerra.
- La canción fue usada en la campaña presidencial de Estados Unidos de 1988 del entonces candidato George H. W. Bush hasta que McFerrin se negó, y la campaña desistió.
- La frase ha entrado al idioma inglés, siendo utilizada a menudo como una crítica irónica de la actitud que alguien tiende a tener sobre un asunto preocupante.
- La canción es favorita en bares de karaoke y ha sido parodiada en los programas animados Futurama y Los Simpson, los cuales alegan que McFerrin lanzó una secuela de la canción titulada «I'm Worried, Need Money» («Estoy Preocupado, Necesito Dinero»), y también es utilizada cuando Lisa toma antidepresivos y sólo ve caras sonrientes en el episodio The Good, the Sad and the Drugly.
- La canción fue adaptada por varios comerciales de la compañía norteamericana especializada en la renta de automóviles, Alamo, para que coincidiera con su eslogan «Drive Happy» (Conduce Feliz). 
También fue usada en comerciales para papas de la Marca inglesa Walkers, en los cuales aparece el exfutbolista y ahora comentarista deportivo de la BBC, Gary Lineker.
- En Latinoamérica, durante la década de 2000, la marca de pañales Huggies también cambió la letra para que rimara con su nombre («Don't Worry, Be Huggies»).
- En Perú, la marca de helados D'onofrio hizo un comercial con la tonada de esta canción a finales de los años 1980.
- El grupo de hip hop, Public Enemy hizo referencia a esta obra en su canción «Fight the Power», la cual contenía la frase «Don't worry Be Happy».
- El fondo de la canción fue utilizado para un comercial del café peruano «La Casa del Alfajor», protagonizado por un niño con discapacidades mentales, vídeo que se hizo viral en Internet.
- En la ciudad de Monterrey, un conocido consultorio dental utilizó la canción en diversas campañas publicitarias, primero de manera integra y después modificando la letra para que se relacionara con su eslogan «No duele, be happy».
- La cantante colombiana, Karol G, usó el sample para su tema «Mientras me curo del cora» el 7 de marzo de 2023.  Fue grabado en Hawái, Estados Unidos, y en ella aparece la colombiana  relajándose en las playas paradisíacas de la isla de Oahu.

## Sucesiones
| Anterior: «Sweet Child o' Mine» de Guns N' Roses     | Billboard Hot 100 — Sencillo n.º 1 24 de septiembre de 1988 — 1 de octubre de 1988  | Siguiente: «Love Bites» de Def Leppard |
| Anterior: «One Moment in Time» de Whitney Houston    | German Singles Chart — Sencillo n.º 1 4 de noviembre de 1988 — 13 de enero de 1989  | Siguiente: «First Time» de Robin Beck  |
| Anterior: «Girl You Know It's True» de Milli Vanilli | European Hot 100 — Sencillo n.º 1 19 de noviembre de 1988 — 23 de diciembre de 1988 | Siguiente: «Orinoco Flow» de Enya      |